# クプラ・ボーン
クプラ・ボーン（CUPRA BORN）は、セアトが製造し、クプラブランドで販売されているハッチバック型の電気自動車ある。

## 概要
フォルクスワーゲン・ID.3と基本構造を共有する、クプラ初の電気自動車である。外観は、特徴的なデザインのサイドスカートや、リアスポイラーを装備。搭載されるバッテリーは、45kWh、58kWh、77kWhの3種類を用意。

### 年表
2019年のジュネーブモーターショーで、前身である、「セアトエルボーンコンセプト」が発表。

### 名前の由来
「ボーン」の名前はバルセロナのエルボルン地区にちなんで名付けられていて、スペイン発であることを積極的にアピールしている。